# Piła Kościelecka
Piła Kościelecka is een dorp in de Poolse woiwodschap Klein-Polen. De plaats maakt deel uit van de gemeente Trzebinia en telt 572 inwoners.

## Verkeer en vervoer
- Station Piła Kościelecka